# ستيف بيرس
ستيف بيرس (بالإنجليزية: Steve Pierce)‏ هو سياسي أمريكي، ولد في 1950 في فينيكس في الولايات المتحدة. حزبياً، نشط في الحزب الجمهوري. وقد انتخب عضو مجلس ولاية أريزونا.